# Шилов, Леонид Александрович
Леонид Александрович Шилов (18 августа 1928, Курья, Архангельский уезд, Архангельская губерния, РСФСР, СССР — 11 ноября 2006, Санкт-Петербург) — советский и российский библиотековед, деятель в области библиотечного и книжного дела, книговед, специалист в области истории высшего образования в России, Заслуженный работник культуры РСФСР (1978).

## Биография
После окончания средней школы переехал в Ленинград и в 1947 году поступил на юридический факультет ЛГУ, который он окончил в 1952 году. Администрация оставила дипломированного специалиста у себя, и он работал там вплоть до 1970 года, одновременно с этим с 1960 по 1966 год занимал должность директора Научной библиотеки имени Максима Горького ЛГУ. В 1970 году был избран директором ГПБ, данную должность занимал до 1985 года, после чего был избран на должность заместителя директора по научной работе (до 1993 года). В 1994 году был назначен на должность ведущего научного сотрудника там же и работал вплоть до своей смерти. Под его руководством подготовлен ряд кандидатских и свыше 10 докторских диссертаций.
Похоронен на Смоленском православном кладбище Санкт-Петербурга.

## Научные работы
Основные научные работы посвящены проблемам библиографоведения, библиотековедения, истории высшей школы в РСФСР и книговедения. Автор свыше 150 научных работ.Находясь на посту директора ГПБ, организовал совместные научные исследования между ГПБ и государственными библиотеками ГДР, НРБ, ПНР, ЧССР и Югославии.
- Шилов Л. А. Деятельность Коммунистической партии по перестройке высшей школы в первые годы Советской власти (1917-1921 гг.) : Автореферат … к.и.н. Л.: ЛГУ, 1965.
- Шилов Л.А. Государственная публичная библиотека в годы Великой Отечественной войны // Советское библиотековедение. 1985. № 1. С. 24.

## Память
В 2007 года в Российской национальной библиотеке проводятся конференции посвящённые памяти Л.А. Шилова.